# Topobea inflata
Topobea inflata är en tvåhjärtbladig växtart som beskrevs av José Jéronimo Triana. Topobea inflata ingår i släktet Topobea och familjen Melastomataceae. Inga underarter finns listade i Catalogue of Life.